# کورونگو ایرلاینز
کورونگو ایرلاینز (به انگلیسی: Korongo Airlines) یک شرکت هواپیمایی با کد یاتا ZC است که در ۲۰۰۹ میلادی تأسیس شده و در ۲۰۱۲ فعالیتش را آغاز کرده‌است. دفتر مرکزی کورونگو ایرلاینز در لوبومباشی، جمهوری دموکراتیک کنگو واقع شده‌است و به ۴ مقصد، پرواز انجام می‌دهد.